# Rendimento agrícola
Na agricultura, o rendimento é uma medida da quantidade de uma cultura cultivada, ou produto como lã, carne ou leite produzido, por unidade de área de terra. A proporção de sementes é outra maneira de calcular os rendimentos.
Inovações, como o uso de fertilizantes, a criação de melhores ferramentas agrícolas, novos métodos de cultivo e variedades de culturas melhoraram os rendimentos. Quanto maior o rendimento e o uso mais intensivo das terras agrícolas, maior a produtividade e lucratividade de uma fazenda; isso aumenta o bem-estar das famílias agricultoras. As colheitas excedentes além das necessidades da agricultura de subsistência podem ser vendidas ou trocadas. Quanto mais grãos ou forragem um agricultor puder produzir, mais animais de tração, como cavalos e bois, poderão ser sustentados e aproveitados para trabalho e produção de esterco. O aumento do rendimento das colheitas também significa que menos mãos são necessárias na fazenda, liberando-as para a indústria e o comércio. Isso, por sua vez, levou à formação e crescimento das cidades, o que se traduziu em um aumento da demanda por alimentos ou outros produtos agrícolas.

## Medição
As unidades pelas quais o rendimento de uma colheita é geralmente medido hoje são quilogramas por hectare ou alqueires por acre .
Os rendimentos de cereais a longo prazo no Reino Unido foram de cerca de 500 kg/ha na Idade Média, saltando para 2000 kg/ha na Revolução Industrial e saltando novamente para 8.000 kg/ha na Revolução Verde. Cada avanço tecnológico que aumenta a produtividade das culturas também reduz a pegada ecológica da sociedade.
Os rendimentos estão relacionados à produtividade agrícola, mas não são sinônimos. A produtividade agrícola é medida em dinheiro produzido por unidade de terra, enquanto os rendimentos são medidos no peso da colheita produzida por unidade de terra. Um agricultor pode investir uma grande quantia de dinheiro para aumentar seus rendimentos em alguns por cento, por exemplo, com um fertilizante extremamente caro, mas se esse custo for tão alto que não produz um retorno comparativo sobre o investimento, seus lucros diminuem e o maior rendimento pode significar uma menor produtividade agrícola neste caso. Um rendimento é uma 'medida parcial de produtividade', porque pode não medir com precisão a produtividade real da operação agrícola ao não incluir a totalidade dos insumos.

## Proporção de sementes
A proporção de sementes é a relação entre o investimento em sementes versus o rendimento. Por exemplo, se três grãos são colhidos para cada grão semeado, a proporção de sementes resultante é de 1:3,  que é considerado por alguns agrônomos como o mínimo necessário para sustentar a vida humana. Uma das três sementes deve ser reservada para a próxima época de plantio, as duas restantes devem ser consumidas pelo produtor ou para alimentação do gado.  Em algumas partes da Europa, a proporção de sementes durante o século IX era de apenas 1:2,5, mas nos Países Baixos melhorou para 1:14 com a introdução do sistema de três campos de rotação de culturas por volta do século XIV.

## Lei das relações fisiológicas
Alexander Mitscherlich estudou os rendimentos das colheitas em 1909 e articulou uma "lei das relações fisiológicas". Foi comparada com a lei dos rendimentos decrescentes em 1942, quando a lei do mínimo de Liebig e os fatores limitantes de Frederick Blackman também foram observados:
A Lei do Mínimo de Liebig foi a formulação de uma ideia de que o rendimento de uma colheita era determinado principalmente pelas quantidades de alimentos vegetais que estavam presentes em quantidades mínimas. Sua ideia foi discutida posteriormente como o Fator Limitante por BLACKMAN e novamente por MITSCHERLICH como a Lei das Relações Fisiológicas. Este último foi expresso como uma função logarítmica entre o rendimento e a quantidade de constituintes dos alimentos vegetais, que é praticamente a Lei dos Retornos Decrescentes.
A relação foi revisada por Hans Schneeberger em 2009.